# Starogrško razumevanje duše
Starogrško razumevanje duše se je spreminjalo skozi čas pod vplivom različnih filozofskih in verskih gibanj oziroma skupin.

## Pregled
Nekako do 9. oziroma 8. stoletja pr. n. št. so si stari Grki pod pojmom duša predstavljali tisto, kar loči mrtvo od živega. Duša je tako bila tudi prostor, od koder so izvirale moralne vrline, praktične misli in zavest. Toda duša je bila predstavljena le kot del telesa.
Toda z nastopom Homerja se je samo razumevanje duše spremenilo. Homer je začel ločevati med materialnim (telo) in duhovnim delom (duša) človeka, toda ni se posvetil večjemu raziskovanja na tem področju. Tako jo opisuje le pri umrlem človeku, ko duša ob smrti zapusti delo skozi usta ali rane.
V 7. stoletju pr. n. št. se je pojavila skrivnostna skupina mistikov, ki so posvečali svoja dognanja Orfeju, tako da so jih poimenovali orfisti. Le-ti so postavili nov mejnik v starogrškem razumevanju duše, saj so prevzeli Homerjevo razdelitev materialnega in duhovnega, pri čemer pa so tudi trdili, da je duša nesmrtna. Po njihovem prepričanju je bila duša oblika duhovne zavesti, ki je bila obsojena na zapor v določenem telesu. Ko materialno telo propade, je duša osvobojena in se tako lahko preseli v drugo telo (tako živo kot neživo) oz. prejme posmrtno kazen.
Njihov vidik na dušo in še na nekatere druge stvari je prevzel nato Pitagora (582-507 pr. n. št.); tudi on je zagovarjal neumrljivost in prenosljivost duše. Tako je ob eni priložnosti, ko je videl, da moški tepe psa, dejal, naj ga preneha tepsti, saj je v pasjem ječanju prepoznal dušo svojega umrlega prijatelja. Kljub temu se tudi on ni nikdar bolj natančno poglobil v razumevanje duše.
Heraklit Mračni (540-475 pr. n. št.) se je tudi posvetil vprašanju duše. Po njem je bila duša sestavljena iz drugih substanc, kot npr. ogenj, toda je neomejena, neskončna. Tudi on zagovarja nesmrtnost in prenosljivost duš, prav tako pa trdi, da pijančevanje poškoduje dušo, medtem ko jo vzdržno življenje ohranja nedotaknjeno in inteligentno. Tudi on se ni v svojem raziskovanju posvetil vprašanju izvora duše.  
Vsi ti starogrški misleci so tako duši pripisovali poseben pomen, toda smatrali so jo le kot del telesa. Samega izvora duše niso znali pojasniti, tako da so se v svojih razlagah omejili na trditve, da je duša sestavljena iz posebnega elementa (npr. zraka, ognja).
Platon (427-347 pr. n. št.) je popolnoma spremenil dotedanjo filozofijo in trdno postavil nov mejnik tudi pri razumevanju duše. Po predhodnikih je tako prevzel nesmrtnost in prenosljivost duše. Duša naj bi bila tako razpeta med duhovnim in materialnim svetom, pri čemer stremi k temu, da bi s spoznanjem materialnega sveta dosegla duhovni svet oz. svet idej, ki zajema popolno resnico o materialnem svetu. Duša spoznava preko čutnih zaznav, zrenja in razodetja . Duša ima tudi vrojeno oz. a-priori znanje, ki je pravo znanje iz sveta idej. To a-priori znanje nam olajša spoznavanje materialnega sveta in nas tako vodi . Dušo po njegovem tudi ni enotna, ampak je sestavljena iz treh delov: epithymetikóna (čutno spoznanje), thymoeidésa (volja oz. pogum) in logistikóna (uma). Zadnji del je nesmrten in vodilni del duše, ki je tudi »središče resničnega sveta« . Tako je duša duhovno-vodstveni del telesa; brez nje telo ni živo. Na osnovi razdelitve duše je Platon naredil tudi utopično družbeno delitev, ki bi imela tri razreda, pri čemer bi vsak razred imel lastnost enega dela duše; delavski razred je ustrezal čutnemu delu, vojaški/čuvarski razred voljnemu in voditeljski/filozofski razred umskemu delu duše. Kakor morajo deli duše sodelovati skupaj, tako naj bi tudi družbeni razredi sodelovali med seboj in tako prispevali k boljšemu razvoju družbe kot celote.
Med drugim tako trdi:
- da ko se duša moti o določeni stvari, je človek neveden o dotični stvari (Platon: Alkibiad Prvi, 117b);
- da le duša uporablja telo, ki mu tako hkrati tudi vlada (Platon, Alkibiad Prvi, 130a);
- da je človek le duša (Platon, Alkibiad Prvi, 130c);
- če hočemo spoznati sebe, mora spoznati lastno dušo (Platon, Alkibiad Prvi, 130e);
- da je potrebno skrbeti za dušo (Platon, Alkibiad Prvi, 132c);
- krepost duše je modrost (Platon, Alkibiad Prvi, 133b);
- duša je najbolj božanski del človeka in tako najbližji Bogu (Platon, Alkibiad Prvi, 133c);
- bogovi bolje gledajo na človeško dušo kot na njegove darove in žrtve (Platon, Alkibiad Drugi, 150a);
- življenje je delo duše, ki ima tudi krepost (Platon, Država, Prva knjiga, 353d);
- ritem in harmonija najlažje vstopata v dušo (Platon, Država, Tretja knjiga, 401d);
- kolikor je duš, toliko je državnih ureditev (Platon, Država, Četrta knjiga, 445c);
- le duša lahko spoznava resnico (Platon, Država, Šesta knjiga, 508c);

Aristotel (384-322 pr. n. št.) se vprašanju duše najbolj posveti v svojem delu O duši (De Anima). Po njem je tako duša »sistem zmožnost, ki jih posedujejo in manifestirajo živeča telesa primerne zgradbe«. Tako tudi on priznava, da duša ni del telesa, saj se bistveno razlikuje, hkrati pa ugotavlja, da duša sama ne more obstajati oz. ne more delovati izven telesa.
Epikur, kot predstavnik atomistov, razlaga, da je duša, kot vse ostalo, sestavljena iz majhnih delcev, atomov, ki pa se od ostalih telesnih delcev razlikujejo v tem, da so sposobni čutenja in razumskih dejanj. Duša je tako tista sestavina, ki loči živo od nežive narave, saj je le duša sposobna zaznavanja, čustovanja in želenja. Sam dušo razdeli na dva dela: racionalni (animus) in neracionalni del (anima). Racionalni del duše je tako izvor čustev in spontanosti, hkrati pa se tu ustvarjajo koncepti in prepričanja, zbirajo dokazi, torej razumsko delovanje. Neracionalni del pa je odgovoren za sprejemanje čutnih zaznav, ki so nezmotljive. Le-te zaznave nato »pošlje naprej« racionalnemu delu, ki prejete podatke »obdela«.
Stoična filozofija pa zagovarja, da obstajajo tri različne vrste dihov (izvirno pneuma), ki pa so sestavljeni iz dveh od štirih stoičnih temeljnih elementov: iz zraka in ognja. Ti trije dihi se nahajajo v različnih materialnih oblikah: najnižji dih je del neživih naravnih stvari (npr. kamen), srednji dih ali naravna pneuma je del rastlin, ki jim tako omogoča delovanje, medtem ko je tretji dih duša, na kateri temelji zavest in poželenje. Po njihovem prepričanju tako duša ni odgovorna za osnovno delovanje človeka, ampak le za duhovno delovanje. Duša pa je nadalje razdeljena na osem delov: razum (hêgemonikon), pet čutov, glas in reprodukcijski del.